# Isla del Cerrito
La Isla del Cerrito es una isla fluvial situada en la confluencia del río Paraguay con el río Paraná. Forma parte del departamento Bermejo, en el extremo este de la Provincia del Chaco, Argentina. El nombre lo recibe por un pequeño cerro que se alza entre 15 y 20 metros sobre el nivel del río, situación realmente anómala entre el complejo de lagunas y lugares anegables que forman la margen derecha del Paraná y el Paraguay. Existen pobladores dispersos en diversos puntos de la isla, pero la gran mayoría se concentra en el único centro urbano de la misma: el pueblo de Isla del Cerrito.
Con una singular forma asemejable a una herradura, está delimitada por los cauces principales de los río Paraguay y Paraná y el riacho Ancho o Atajo.
Las principales actividades son la pesca y el turismo, constituyéndose como el principal centro turístico de la provincia. Su estratégica ubicación la hizo formar parte de numerosos hechos históricos, entre los que se destaca su participación en la Guerra de la Triple Alianza y el haber sido cabecera de las autoridades del Territorio Nacional del Gran Chaco. Durante buena parte del siglo XX se instaló un leprosario que al ser levantado permitió el fomento de la isla como atracción turística.

## Historia
La isla fue poblada por aborígenes que valoraban la abundancia de frutos y animales en la zona. Su llamativa presencia sobre el río la tuvo pronto como punto de referencia en la navegación de los ríos Paraná y Paraguay; se sabe que el primer blanco en avistarla y desembarcar en ella fue Sebastián Caboto (1484-1557), quien llegó a la isla en 1528.
Gaboto y sus soldados estaban en la búsqueda de una montaña de oro y plata, y se detuvieron en la isla para deliberar si seguían el trayecto por agua o por tierra. Permanecieron anclados durante 15 días, en los que Caboto envió ―con pobres resultados― a algunos hombres a explorar el río Bermejo, además de tener que sofocar un motín. No obstante su estratégica ubicación, nunca se logró un emplazamiento formal en la isla, más que la temporal instalación de cazadores, pescadores y madereros de la ciudad de Corrientes.
En 1846 se desató un conflicto entre Joaquín Madariaga ―gobernador de la provincia de Corrientes― y Juan Manuel de Rosas ―gobernador de la provincia de Buenos Aires―, que derivó en el secuestro de buques mercantes con destino a Asunción. Como represalia, Carlos Antonio López ―presidente del Paraguay― envió una cuadrilla de soldados a la Isla del Cerrito, amparándose en un tratado hecho con los unitarios (opositores a los federales de Rosas) por el cual estos cedían la isla a Paraguay. Al llegar, expulsaron violentamente a los obrajeros correntinos allí instalados. A pesar de los reclamos de Madariaga, los paraguayos no solo no desalojaron la isla sino que prosiguieron expulsando a otros asentamientos correntinos, hasta que en 1848 una crecida del río Paraguay provocó un derrumbe de las barrancas sobre las cuales se alzaba la base militar.

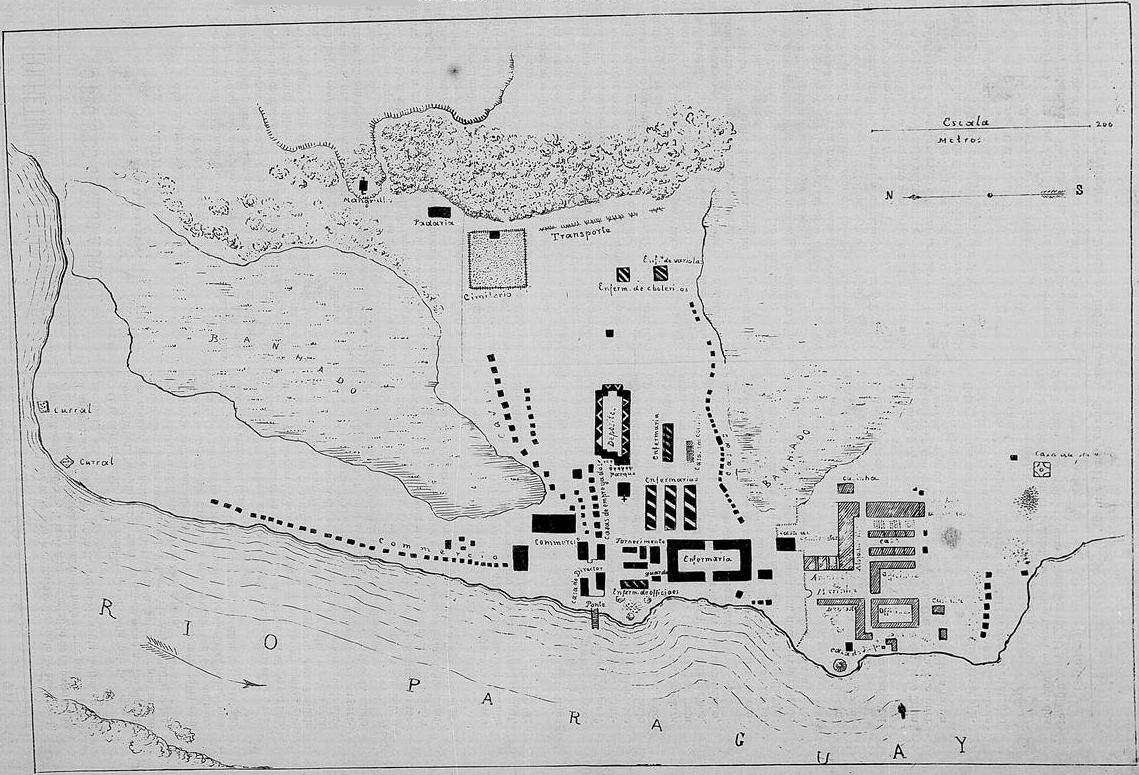
Planta de la Isla del Cerrito, en la desembocadura del Río Paraguay, durante la Guerra de la Triple Alianza.

Ya en 1865, en el inicio de la Guerra de la Triple Alianza (1864-1870), la Isla del Cerrito fue una de las principales bases navales de los aliados, oponiéndose a las tropas del mariscal Solano López (1827-1870) asentadas en la fortaleza de Itapirú, frente a la isla, motivo por el cual se desataron varias batallas de las que dejaron testimonio numerosos objetos hallados en la misma. 
Una tesis de la estudiosa brasileña Mónica Harz Oliveira Moitrel expone que durante la guerra la Isla del Cerrito era la base naval más importante que el Brasil poseía en toda la zona platinense.  Su poderosa armada contaba con acorazados modernos que con alguna frecuencia sufrían averías y necesitaban ponerse en reparación.  En Buenos Aires no existían medios adecuados para reparar aquellos  buques y Río de Janeiro era demasiado lejos.  Por lo tanto se puso una base naval que contaba con: un taller mecánico con 20 empleados; un astillero con 50 carpinteros; un polvorín; un depósito de carbón; un hospital naval; y una iglesia.  No era necesario importar madera naval (por ejemplo, para reparar un timón); crecía en la zona.  Tal era la importancia de esta base naval que el gobierno brasileño por un aviso de 4 de octubre de 1867 designó un servicio de línea marítimo muy extraordinario que contaba con cuatro vapores y un horario regular.  Los días 15 y 30  del mes sin falta zarpaba un vapor de Río de Janeiro rumbo a Montevideo (2.036 km).  En Montevideo cargaba carbón y en seguida partía para la ciudad de Corrientes (1.206 km.), bajo órdenes de no detenerse por motivo alguno.  En Corrientes bajaba correspondencia postal y en seguida partía para la Isla de Cerrito.  Cualquier material bélico que pedía el almirante brasileño en el Río Paraguay se le suministraba por este medio.  En el mismo concepto un vapor zarpaba los días 15 y 30 de la Isla del Cerrito con destino a Río de Janeiro.
El Imperio del Brasil ocupó el territorio durante toda la guerra y continuó haciéndolo incluso finalizada esta, hasta que la Argentina consideró ilegítima dicha ocupación.
El Cerrito volvió a la escena en 1876, cuando se firmó el tratado de límites entre la Argentina y el Paraguay que afirmaba la soberanía argentina sobre la isla, ocupada formalmente en agosto de ese año. El acto de toma de posesión del Cerrito ―acaecido el 8 de septiembre de 1876― fue un hito en la historia local, siendo atestiguado por los más altos jefes de la Gobernación del Chaco y numerosos vecinos de la villa de Corrientes y el paraje San Fernando (que luego se convertiría en Resistencia, la capital de la provincia de Chaco).
Napoleón Uriburu (1836-1895) ―gobernador del Territorio Nacional del Gran Chaco― ordenó a su secretario Luis Jorge Fontana (1846-1920) el traslado de la sede de gobierno desde Villa Occidental, en el invadido Paraguay (que luego se convertiría en la ciudad Presidente Hayes) a la isla, motivado por el deseo de dar una función útil a las construcciones que habían dejado los brasileños. Fontana pudo cumplir la orden recién en octubre, cuando ya estaba interinamente al frente de la Gobernación por la renuncia de Uriburu debido a motivos de salud. Fontana construyó una capilla, una escuela y un hospital, elogió la calidad de la tierra y el posicionamiento del poblado considerando que facilitaba la defensa de las poblaciones ribereñas del río Paraguay y el río Paraná, que eran los únicos asentamientos blancos en todo el Gran Chaco. No obstante, al asumir Pantaleón Gómez (1833-1880) como sucesor de Uriburu el 1 de enero de 1877, este ordenó a Fontana regresar la gobernación a la Villa Occidental, dejando en la isla la comandancia ―con un piquete de Guardias Nacionales, y la capilla para los oficios religiosos.

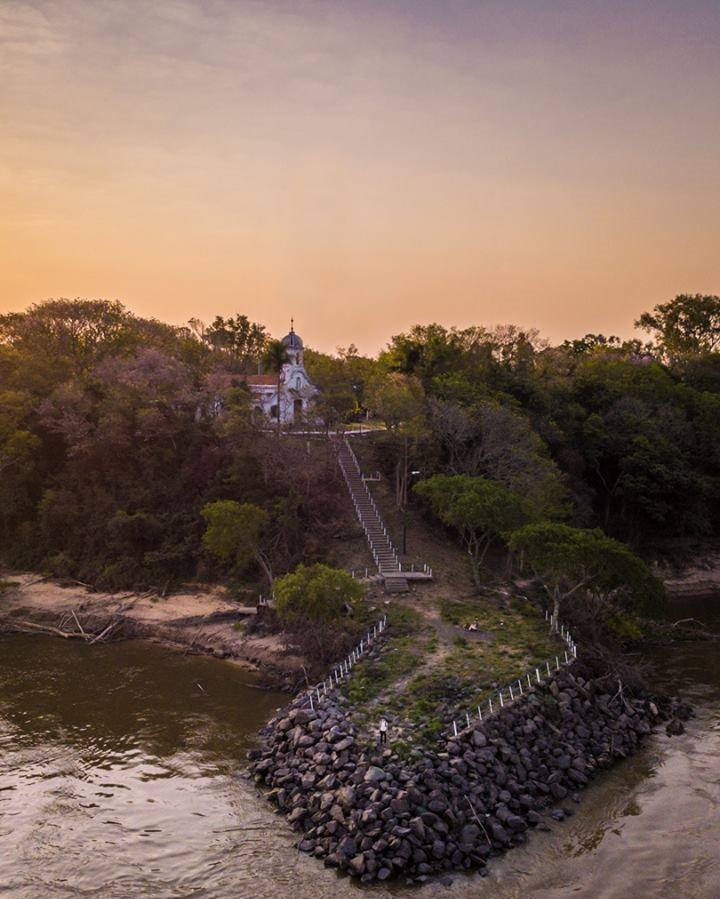

En 1914 toda la isla fue convertida en reserva nacional. En 1924, el presidente Marcelo T. de Alvear dispuso la creación de una Colonia Regional de Leprosos, destinada a atender los enfermos de las provincias de Formosa, Corrientes y el Chaco. Pese a la resistencia de políticos y pobladores, sobre todo de la ciudad de Corrientes porque entendían que afectaba el potencial turístico de la vecina villa de Paso de la Patria, en 1928 se comenzaron las obras.
La colonia y hospital Maximiliano Aberastury, considerado el primer centro modelo en el país para el tratamiento de enfermos de lepra duró hasta los años sesenta. Según un plano de la Nación de 1938, este leprocomio funcionaba en 16 edificios que cubrían una superficie total de 9277 m². El Gobierno Nacional hizo las edificaciones en la zona más alta de la isla, y alrededor de ellas fueron instalándose los pobladores urbanos, en su mayoría familiares de los enfermos o enfermos recuperados. En 1963, el gobernador Deolindo Felipe Bittel (1922-1997) comenzó a reclamar la restitución al Chaco de la totalidad de la isla, lo que finalmente se concretó en 1968.
Al retirarse el hospital, se promocionó el lugar como centro turístico, restaurándose las instalaciones con distintos fines.

## Turismo

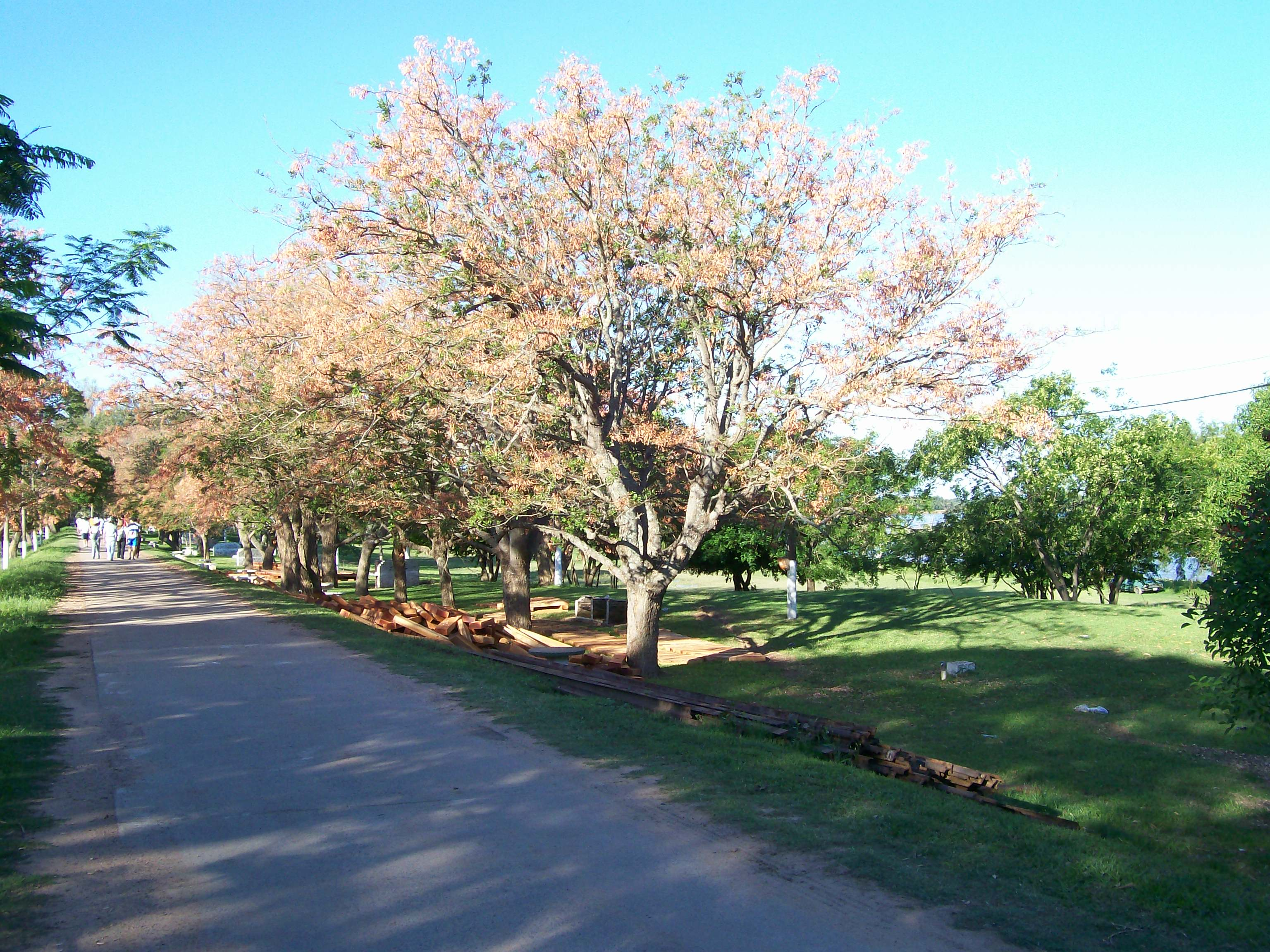
Camino a la Punta Norte, uno de los paisajes más visitados de la isla.

La isla es visitada principalmente por pescadores que obtienen sus presas desde pequeñas embarcaciones. También se pueden visitar la capilla ubicada sobre la barranca, un museo y conocer la exuberante flora y fauna local en los innumerables esteros que contiene. En el centro del poblado existe una hostería con cómodas instalaciones y un camping municipal.
La denominada Punta Norte permite observar la confluencia de los ríos Paraná y Paraguay, en uno de los paisajes catalogados como de los más bellos de la zona.
La gran cantidad de objetos pertenecientes a los cuatro ejércitos que participaron de la guerra de la Triple Alianza hallados en las costas durante las bajantes del río propició la creación en 1996 de un museo local, en el cual se ubicó armamento, uniformes, municiones y cerámica, entre otros.

## Vías de comunicación

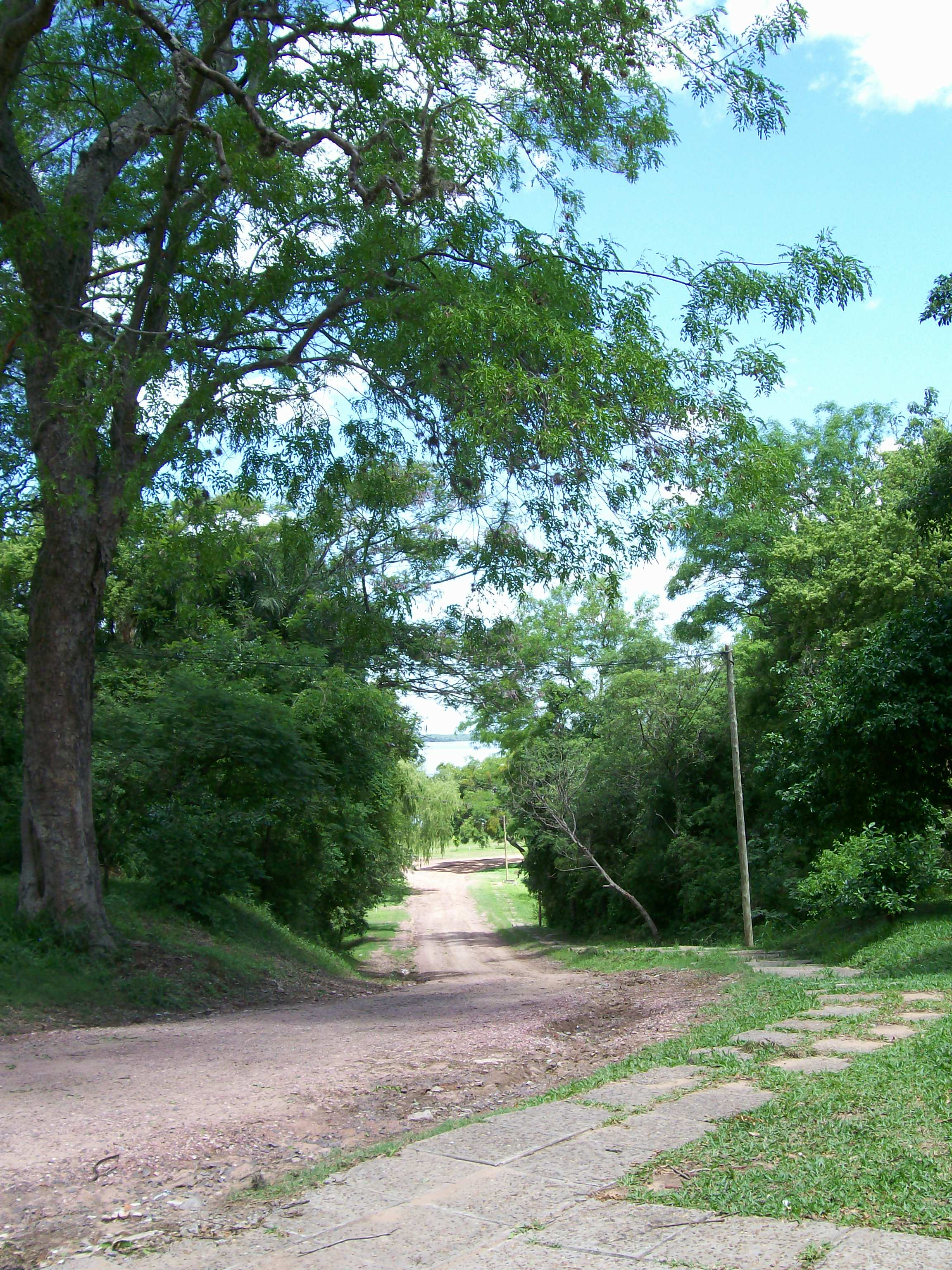
Acceso a la Isla del Cerrito, donde se aprecia la diferencia de altura entre la parte baja y alta de la isla.

El único punto de acceso vial es el puente San Pedro, sobre el riacho Ancho ―también llamado arroyo Guaycurú, arroyo Ancho, arroyo Atajo o arroyo Guáscara― en el extremo sudoeste de la isla. Allí confluyen las rutas provinciales 39 y 63 ―ambas de tierra― que la vinculan con Margarita Belén y Barranqueras respectivamente.

## Geografía

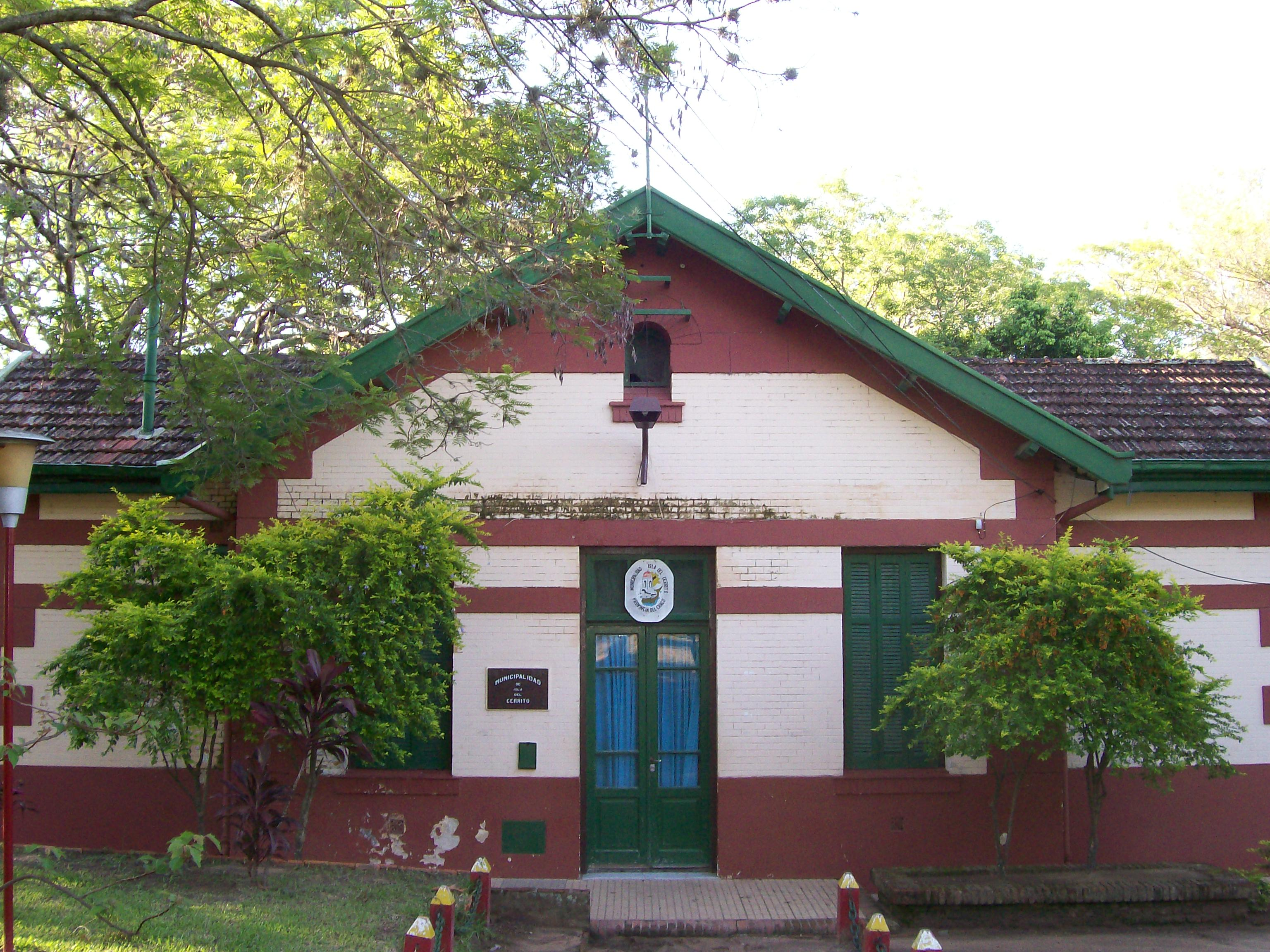
Municipalidad de la Isla del Cerrito.

El municipio de la Isla del Cerrito abarca la totalidad de la isla más las islas Guáscara, Brasilera y Bosnia en el río Paraná, y las islas Mborebí y Carpincho en el riacho Ancho.
El cauce principal del Paraguay conforma el límite nordeste de la isla, mientras que el cauce principal del Paraná forma el límite este y sur. Finalmente el riacho Ancho conforma el límite oeste. La superficie total equivale a unas 11.640 hectáreas.
En su interior se desarrolla un solo curso de agua permanente, el riacho Atajito, que nace y termina en el riacho Ancho. A su vez existen numerosos espejos de agua permanentes y temporarios, dentros de los cuales se pueden nombrar las lagunas Dos Santos y El Pora.
El clima es subtropical sin estación seca, con una media anual de entre 1.000 y 1.200 mm de precipitaciones y 22 °C de temperatura, propios del Chaco Oriental. Se observan dos ambientes muy diferenciados: la llamada Formación Ituzaingó y la fosa Paraná - Paraguay. La primera es una singularidad considerada por los geólogos como un relicto del relieve correntino con amplitudes de relieve muy poco frecuentes en el Paraná; es este el sitio que le valió la atención de los primeros navegantes españoles. El afloramiento rocoso ubicado en el extremo norte fue asimilado a la margen correntina del río Paraná, y serían desprendimientos de movimientos tectónicos del Mioceno Superior que desmembraron el afloramiento correntino. El resto de la isla tiene un relieve con baja capacidad de evacuación hídrica y suelos impermeables, formando un ambiente poco propicio para el asentamiento humano. No obstante la flora cuenta con una gran resistencia a las variaciones del nivel de agua producidas por el diferente nivel de precipitaciones a lo largo del año.

## Economía
Además del turismo, la principal actividad es la administración pública, que absorbe al 70 % de la población ya sea en el municipio, registro civil, museo, Prefectura Naval Argentina y entes provinciales. Otra importante proporción son agricultores, ganaderos y pescadores en pequeña escala. En la isla se producen hortalizas, verduras, caña de azúcar y árboles frutales (cítricos principalmente; y en menor medida, banana). La ganadería se concentra en la cría de bovinos, y con menor desarrollo porcinos y ovinos; también es común la cría de aves de corral. El circuito de producción es pobre, y la única actividad que identifica a la zona es la pesquera, con una producción netamente artesanal.